# Новорічна вулиця (Київ)
Новорі́чна ву́лиця — вулиця у Солом'янському районі міста Києва, селище Жуляни. Пролягає від Сигнальної вулиці до кінця забудови.

## Історія
Вулиця виникла у середині 2010-х років. Сучасна назва — з 2015 року.